# دان باير
دانيال بروكس باير (بالإنجليزية: Daniel Brooks Baer)‏ (مواليد 6 يناير 1977) هو سياسي ودبلوماسي سابق أمريكي من ولاية كولورادو. خدم باير في وزارة الخارجية الأمريكية في رئاسة باراك أوباما. وعمل في البداية كنائب مساعد وزير الخارجية الأمريكي لمكتب الديمقراطية وحقوق الإنسان والعمل من 2009 إلى 2013 ثم كسفير للولايات المتحدة لدى منظمة الأمن والتعاون في أوروبا من 2013 إلى 2017. وتم تعيين باير من قبل حاكم كولورادو جون هيكنلوبر في 2018 كمدير تنفيذي لإدارة التعليم العالي في كولورادو. باير مثلي الجنس علنا. وتزوج في أغسطس 2014 من شريك حياته بريان والش.

## النشأة والتعليم
باير من مواليد ولاية كولورادو. وتخرج من جامعة هارفارد بشهادة في الدراسات الاجتماعية ودراسات الأمريكيين من أصل أفريقي، ثم أصبح باحثًا في منحة مارشال في جامعة أكسفورد، حيث حصل على درجتي الماجستير والدكتوراه في العلاقات الدولية.

## المسار المهني الاستشاري والأكاديمي والدبلوماسي
عمل باير من عام 2004 إلى عام 2007 في مجموعة بوسطن الاستشارية كرئيس مشروع.
ثم عمل أستاذًا مساعدًا للاستراتيجية والاقتصاد والأخلاق والسياسة العامة في كلية ماكدونو للأعمال بجامعة جورجتاون. انضم بعد ذلك إلى وزارة الخارجية الأمريكية، حيث كان نائب مساعد وزير الخارجية الأمريكي لمكتب الديمقراطية وحقوق الإنسان والعمل من 23 نوفمبر 2009 إلى 10 سبتمبر 2013. وكان باير من 2013 إلى 2017 سفير الولايات المتحدة لمنظمة الأمن والتعاون في أوروبا.

## سياسة كولورادو
أعلن باير في يوليو 2017 أنه سيخوض الانتخابات التمهيدية للحزب الديمقراطي لمقعد مجلس النواب الأمريكي عن الدائرة السابعة للكونغرس بولاية كولورادو، الذي كان يشغله النائب الديمقراطي إد بيرلماتر الذي لم يقدم في البداية ملفًا للترشح لإعادة انتخابه في عام 2018. تغطي الدائرة أجزاء من مقاطعتي جيفيرسون وآدامز. ولكن باير انسحب من السباق بعد أن أعلن بيرلماتر أنه سيسعى لإعادة انتخابه.
كان باير من 2017 إلى 2018 أستاذ دبلوماسيًا مقيمًا في كلية جوزيف كوربل للشؤون الدولية بجامعة دنفر. تم تعيين باير في مايو 2018 من قبل حاكم كولورادو جون هيكنلوبر للعمل كمدير تنفيذي لإدارة التعليم العالي في كولورادو.
أعلن باير في أبريل 2019 ترشحه عن الحزب الديمقراطي لمقعد مجلس الشيوخ الأمريكي الذي كان يشغله كوري غاردنر في انتخابات 2020. دخل باير الانتخابات التمهيدية مع تسعة مرشحين ديمقراطيين يسعون للحصول على ترشيح الحزب وخاض السباق الانتخابي ضد جون إف والش وأندرو رومانوف ومايك جونستون وإلين بيرنز وأليس مادن وآخرون. انسحب باير في سبتمبر 2019 من الانتخابات التمهيدية وأيد جون هيكنلوبر، الذي دخل السباق بعد إنهاء ترشيحه للرئاسة الأمريكية لعام 2020.

## الحياة الشخصية
باير مثلي الجنس علنا. وتزوج في أغسطس 2014 من شريك حياته بريان والش.